# Livets hjul
Livets Hjul (originaltitel: 봄 여름 가을 겨울 그리고 봄) är en sydkoreansk film regisserad och skriven av Kim ki-duk.